# Этосуксимид
Этосуксими́д — противоэпилептическое лекарственное средство из группы производных сукцинимида, особенно эффективен при лечении абсансов, не сопровождающихся другими типами припадков.
Эффективность препарата клинически апробирована, этосуксимид входит в список важнейших лекарственных средств Всемирной организации здравоохранения, а также в перечень жизненно необходимых и важнейших лекарственных препаратов, утверждённый распоряжением Правительства Российской Федерации от 07.12.2011 № 2199-р.

## Общая информация
Так же как пуфемид, является производным имида янтарной кислоты. По структуре отличается от пуфемида тем, что вместо пара-замещенного фенильного радикала при атоме азота в положении 3 содержит метил и этил.
Обладает противосудорожной активностью, проявляющейся, как и у триметина, при малых формах эпилепсии. Эффективен также при миоклонических приступах. Несколько менее токсичен, чем триметин.
Назначают внутрь (принимают во время еды). Начальная дневная доза для детей 0,25 г, для детей старшего возраста и взрослых — 0,25-0,5 г в день с постепенным повышением дозы для взрослых до 0,75-1 г в день (в 3-4 приёма).
Препарат оказывает анальгезирующее действие при невралгии тройничного нерва (см. Карбамазепин), но несколько менее эффективен, чем карбамазепин. Назначают в дозе 0,25 г, постепенно увеличивая дозу до 0,5-1 г в сутки. Поддерживающая доза — 0,25 г в сутки.
Возможные побочные явления: желудочно-кишечные расстройства, в редких случаях — головная боль, головокружение, кожная сыпь, фотофобия. Могут возникнуть явления паркинсонизма. Не исключена возможность появления нейтропении, агранулоцитоза, альбуминурии.
При длительном применении этосуксимид может вызывать такие хронические побочные эффекты, как энцефалопатия, системная красная волчанка:13.
В процессе лечения необходимо производить анализы крови и мочи.
Как и ряд других противоэпилептических препаратов, этосуксимид может вызывать аггравацию — учащение, утяжеление эпилептических приступов, возникновение у пациента новых видов приступов, однако при приёме этосуксимида аггравация встречается редко:68. Препарат может провоцировать появление больших приступов эпилепсии.
Этосуксимид проникает через плацентарный барьер в молоко кормящих женщин. Поэтому беременным и кормящим грудью не рекомендуется назначать препарат.

## Проблемы с поставками в Россию
В связи с реорганизацией производства в начале 2011 года было прекращено производство оригинального препарата. Дженерики этосуксимида в Российской Федерации не зарегистрированы и не разрешены к медицинскому применению, в связи с чем возникла ситуация, при которой препарат из списка жизненно важных лекарственных средств недоступен легально к продаже на территории России. В регулярном употреблении препарата нуждается приблизительно 50 тысяч детей, страдающих эпилепсией.
После переговоров с Минздравсоцразвития России компания Bayer возобновит производство лекарственного препарата «Суксилеп» для лечения ряда форм детской эпилепсии на другой производственной площадке в объёме 20 тыс. упаковок, что позволит обеспечить больных эпилепсией детей необходимыми лекарствами на полтора года.

## Стереохимия
Этосуксимид является хиральным лекарственным средством с стереоцентром. Терапевтически используют рацемат, смесь 1: 1 ( S ) и ( R ) - изомеров.
| Энантиомеры этосуксимида | Энантиомеры этосуксимида |
| ------------------------ | ------------------------ |
| CAS-Nummer: 39122-20-8   | CAS-Nummer: 39122-19-5   |